# 松本敏郎
松本 敏郎（まつもと としろう、1956年6月15日 - ）は、日本の政治家。高知県黒潮町長（1期）。元・黒潮町役場情報防災課課長。

## 来歴
高知県黒潮町出身。高知県立中村高等学校卒業。1975年7月に大方町役場入庁。2012年4月に情報防災課課長に就任し、2017年3月に黒潮町役場を退職。2018年5月にNPOあかつき理事長に就任し、2020年9月にNPOあかつきを退会。
2020年10月4日に行われた黒潮町長選挙で5375票（得票率97％）を獲得し、無所属新人で会社社長の小田々豊を破って初当選した。
2024年6月、町議会定例会で同年9月の町長選挙には立候補せず1期での退任を表明した。